# Leichtathletik-Europameisterschaften 1958/Medaillenspiegel
Dies ist der Medaillenspiegel der Leichtathletik-Europameisterschaften 1958, welche vom 19. bis zum 24. August im schwedischen Stockholm ausgetragen wurden. Bei identischer Medaillenbilanz sind die Länder auf dem gleichen Rang geführt und alphabetisch geordnet.
| Medaillenspiegel | Medaillenspiegel | Medaillenspiegel | Medaillenspiegel | Medaillenspiegel | Medaillenspiegel |
| Platz            | Land             | Gold             | Silber           | Bronze           | Gesamt           |
| ---------------- | ---------------- | ---------------- | ---------------- | ---------------- | ---------------- |
| 1                | UdSSR            | 11               | 15               | 9                | 35               |
| 2                | Polen            | 8                | 2                | 2                | 12               |
| 3                | Großbritannien   | 7                | 5                | 5                | 17               |
| 4                | Deutschland      | 6                | 5                | 10               | 16               |
| 5                | Schweden         | 1                | 2                | 3                | 6                |
| 6                | Tschechoslowakei | 1                | 2                | 1                | 4                |
| 7                | Finnland         | 1                | –                | –                | 1                |
| 7                | Rumänien         | 1                | –                | –                | 1                |
| 9                | Norwegen         | –                | 2                | –                | 2                |
| 10               | Bulgarien        | –                | 1                | –                | 1                |
| 10               | Italien          | –                | 1                | –                | 1                |
| 10               | Jugoslawien      | –                | 1                | –                | 1                |
| 13               | Ungarn           | –                | –                | 2                | 2                |
| 14               | Frankreich       | –                | –                | 1                | 1                |
| 14               | Irland           | –                | –                | 1                | 1                |
| 14               | Island           | –                | –                | 1                | 1                |
| 14               | Schweiz          | –                | –                | 1                | 1                |
| Gesamt           | Gesamt           | 36               | 36               | 36               | 108              |